# Mac OS X 10.4
Mac OS X 10.4 (codenaam: Tiger) is de vijfde versie van het besturingssysteem Mac OS X van Apple. Het werd gelanceerd op 29 april 2005 en kostte in Nederland en België 129 euro (net zoals de voorgaande versies van Mac OS X). Er was ook een zogenaamd Family Pack (voor 5 computers) verkrijgbaar voor 199 euro. Enkele nieuwigheden waren een nieuwe zoektechnologie, Spotlight genaamd, een nieuwe versie van Apples eigen webbrowser Safari, Dashboard en verbeterde ondersteuning voor de 64-bit G5 processor, zoals aanwezig in de iMac G5 en Power Mac G5. Daarnaast is er ook een Server-editie, genaamd Mac OS X Server 10.4.
Mac OS X Tiger is bovendien de eerste officiële versie van Mac OS X die draait onder Intel x86 processors. Deze Intel x86 versie van Tiger werd tezamen met de eerste Intel Macs gelanceerd tijdens de MacWorld Expo in januari 2006. Mac OS X Tiger werd tot eind oktober 2007 met alle nieuw verkochte Macintosh computers geleverd. De Apple TV wordt geleverd met een aparte, afgeslankte versie van Mac OS X 10.4, genaamd Apple TV OS. Tijdens de Worldwide Developers Conference op 11 juni 2007, verklaarde Apple CEO Steve Jobs dat van de 22 miljoen Mac OS X gebruikers, meer dan 67% gebruikmaakt van Tiger.
Op 26 oktober 2007 is Mac OS X Tiger officieel opgevolgd door Mac OS X Leopard.

## Systeembenodigdheden
Er bestaan twee aparte versies van dit besturingssysteem. Een PowerPC en een Intel-editie. De PowerPC-editie werd los verkocht en standaard meegeleverd bij de aanschaf van een nieuwe (PowerPC) Mac. De Intel-versie werd daarentegen niet los verkocht en uitsluitend meegeleverd bij de aanschaf van een nieuwe (Intel) Mac.
De systeembenodigdheden voor de PowerPC-editie zijn:
- PowerPC G3, G4 of G5 processor
- Ingebouwde FireWirepoort
- Minstens 256 MB RAM
- Minstens 3 GB vrije schijfruimte (4 GB bij installatie van Xcode 2.0)
- Dvd-rom-drive (cd-mediavervanging was mogelijk tot 19 maart 2007)

## Nieuwe technologieën en programma's
Enkele belangrijke vernieuwingen van de in totaal 200 nieuwe technologieën die in deze versie zijn doorgevoerd zijn onder andere:
- Spotlight: Spotlight is een krachtige, moderne zoekmotor waarmee je heel je harde schijf snel kan doorzoeken. Het vernieuwende aan Spotlight is dat het niet alleen bestandsnamen doorneemt, maar ook de inhoud van tekstbestanden, contactpersonen, zelfs PDF bestanden doorzoekt. Deze technologie is ook aanwezig in de Smart Folders, waarmee je een map van je zoekopdracht kan maken. De technologie van Spotlight steunt op een bestand met daarin de index van je harde schijf. Enkel dat bestand wordt doorzocht, wat de zoektijd aanzienlijk verkort. Telkens als er een nieuw bestand wordt aangemaakt, of een bestand bewerkt, wordt het index bestand ververst.
- iChat: Met de nieuwe iChat AV 3.0 kan men video-chatten met maximum van 4 personen en audio-chatten met maximaal 10 personen. iChat ondersteunt nu ook het Jabber protocol.
- Safari 2: De Safari 2.0 browser heeft verbeterde ondersteuning voor de webstandaarden en een ingebouwde RSS-lezer.
- Mail 2: De meegeleverde versie van Mail heeft een nieuwe interface en ondersteunt nu ook de Smart Folders van Spotlight.
- Dashboard: Met Dashboard kan je kleine programmaatjes oproepen vanachter je bureaublad die gebaseerd zijn op HTML, CSS en Javascript en die teruggrijpen op het idee van de desk accessories van de originele Mac OS. Deze programmatjes worden Widgets genoemd.
- Automator: Automator is een programma om vooringestelde acties aan elkaar te knopen en zo grote acties (open deze website, check voor nieuwe foto's en download de nieuwe foto's naar mijn map) automatisch of met een muisklik te laten uitvoeren.
- VoiceOver: VoiceOver zorgt ervoor dat je de Mac kan gebruiken zonder het scherm te hoeven zien. Het is speciaal ontwikkeld voor gebruikers die blind zijn of slechtziend zijn. VoiceOver leest niet enkel voor wat op het scherm staat, maar voorziet ook sneltoetsen voor alles wat je normaliter met de muis doet.
- .Mac sync: de online harde schijf van .Mac kan je nu op je bureaublad laten staan en wordt automatisch op de achtergrond gesyncd, waardoor het werken met .Mac veel gemakkelijker wordt.
- QuickTime 7: De nieuwste versie van Apples multimedia software en technologie ondersteund nu ook de H.264 codec die veel betere kwaliteit levert.
- Xcode 2.0: Apples Cocoa programmeersoftware bezit nu ook visual modeling, een geïntegreerde Apple Referentie Bibliotheek en graphical remote debugging.
- Grapher: Grapher is een nieuw programma waarmee de gebruiker 2D en 3D grafieken kan laten tekenen.
- Dictionary: Dictionary is een (Engels) woordenboek met de volledige New Oxford American Dictionary. Er is ook een widget van de dictionary.

## Trivia
- Vlak na de release van Mac OS X 10.4 spande het computerbedrijf TigerDirect.com een zaak aan tegen Apple wegens het gebruik van "Tiger" in de naam. De zaak werd door Apple gewonnen.
- De x86-versie van Tiger werd geïntroduceerd op de WWDC van 2005. Door de technologie "Rosetta" zou het ook mogelijk zijn om PowerPC-programma's te draaien, zij het met een klein snelheidsverlies. OSx86 is enkel bedoeld om te draaien op Apple-computers. Enkele weken na de release echter, was Mac OS X al gehackt zodat het ook op gewone pc's draaide.
- 6 weken na de officiële release waren al 2 miljoen kopieën van Tiger verkocht, goed voor 16% van alle Mac OS X-gebruikers. Volgens Apple is Mac OS X 10.4 de meest succesvolle Mac OS X-versie ooit.

## Versiegeschiedenis
| Versie  | Build (PowerPC) | Build (Intel) | Datum             | Opmerkingen                                                      |
| ------- | --------------- | ------------- | ----------------- | ---------------------------------------------------------------- |
| 10.4.0  | 8A428           |               | 29 april 2005     |                                                                  |
| 10.4.1  | 8B15            |               | 16 mei 2005       |                                                                  |
| 10.4.2  | 8C46            |               | 12 juli 2005      |                                                                  |
| 10.4.3  | 8F46            |               | 31 oktober 2005   |                                                                  |
| 10.4.4  | 8G32            | 8G1165        | 10 januari 2006   |                                                                  |
| 10.4.5  | 8H14            | 8G1454        | 14 februari 2006  |                                                                  |
| 10.4.6  | 8I127           | 8I1119        | 3 april 2006      |                                                                  |
| 10.4.7  | 8J135           | 8J2135a       | 27 juni 2006      | Op 7 augustus kwam 10.4.7 build 8K1079 speciaal voor de Mac Pro. |
| 10.4.8  | 8L127           | 8L2127        | 29 september 2006 |                                                                  |
| 10.4.9  | 8P135           | 8P2137        | 13 maart 2007     |                                                                  |
| 10.4.10 | 8R2218          | 8R2218        | 20 juni 2007      |                                                                  |
| 10.4.11 | 8S2167          | 8S2167        | 14 november 2007  |                                                                  |